# 山本貴嗣
山本 貴嗣（やまもと あつじ、1959年1月1日 - ）は、日本の漫画家・デザイナー。山口県防府市出身。代表作に『最終教師』、『エルフ・17』、『SABER CATS』など。

## 経歴
中学時代の同級生に宮岡寛がいた。少年時代にE・R・バローズ、R・E・ハワードの小説を読み、本格的にSFに目覚める。1977年に中央大学文学部哲学科に入学し、漫画研究会に所属。この時の仲間に山田貴敏、河合単、みやすのんきなどがいる。この頃、ウォーレン系のアメコミやメタル・ユルラン等のバンド・デシネに傾倒、特にリチャード・コーベンからは大きな影響を受けた。同年、小池一夫が設立した劇画村塾で一期生として学び、狩撫麻礼、さくまあきら、高橋留美子らの知己を得る。
大学在学中の1978年に『週刊漫画アクション』にて読み切り「予備校らぷそでぃ」を発表してデビュー。当時のペンネームは山本一雄。大学卒業前後、経済的に自立できるまでの一時期、はるき悦巳のアシスタントを務めた。
1980年代は『最終教師』（1981年 - 1983年）、『超人日記』（1983年 - 1986年）、『エルフ・17』（1985年 - 1988年）などの高橋留美子と同系のスラップスティックSF漫画が主体だったが、1980年代後半に古武術や中国武術に傾倒すると、武器術の緻密な描写を取り入れたシリアスなダーク・ファンタジー漫画『剣の国のアーニス』（1989年）、武術の緻密な描写を取り入れたSF+ガン・アクション+武術漫画『SABER CATS』（1990年 - 1995年）を発表した。
1998年に馳星周の小説『不夜城』のコミカライズを手がけた後は、近未来を舞台にしたドラッグ（ラブドラッグ）+ガン・アクションの刑事漫画を多数執筆。『Mr.ボーイ』（2001年-2003年）では囮捜査を得意とする女装刑事、『弾』（1998年 - 2007年）では、媚薬を打たれまくり果てにはPSASを発症する美人女刑事、『紅壁虎』（2005年 - 2007年）では、女殺し屋に振り回される刑事を描いた。
漫画家としての活動の合間に、デザイナーとしても活動し、『メタルマックス』等のゲームのキャラクターデザインや小説の挿絵などを多数手掛けている。
なお、大学時代の先輩にサイエンスライターの金子隆一がおり、後輩にはSF翻訳家の中村融がいる。金子は『SABER CATS』の単行本に協力者としてクレジットされている。

## 作風
- 『うる星やつら』の連載初期にアシスタントをした経験があり、一部、明らかに山本の手になるものと思われるキャラクターが登場している（戦闘機のパイロットなど）。ヒロイン「ラム」のスペルを「LUM」としたのは山本で、これはキャラクター商品にスペルを書かなくてはならなくなった際に、日本人が発音するならこのようなスペルになるだろうと、高橋の許可を得ずに山本が指示したものである。ラムのモデルであるアグネス・ラム（Agnes Lum）とスペルが一致したのはあくまで偶然である。
- SFから中国の古仙、ガンアクションから武術（武器術）、シリアスな作品からコメディ作品、成年向け作品まで幅広く手がける。成年コミックマークを付けた書店流通の単行本は今のところないが、自費出版した同人誌には自ら成年コミックマークを付けたものもある。
- 「闘う女が散々な目に遭うがのちにリヴェンジして勝利する」というプロットが用いられるのが常である。同人誌『アーニスの帰還』の前書きによれば、強く美しい主人公が流血の死闘の果てに勝利する「スケベで外道な物語」が自身の漫画の核、生きがい、存在理由であり、一般商業誌向けの作品は生活の糧を得るために仕方なく描いているのだという。また、山本はこれらのヒロイン像は「ガメラシリーズ」の影響を受けているとしている[6]。
- スター・システムというわけではないが、同時連載作や過去作のキャラクターの設定を流用・改変して新キャラクターとして登場させる手法を取っている[7]。初期作品に登場した宮岡寛をモデルにしたキャラ、狩撫麻礼をモデルにしたキャラ、江口寿史の元担当編集者をモデルにしたキャラも作品ごとに設定が異なっている。姦（かしま）という地名も古くは『桃源荘綺譚』、近年では『ANTS』で登場するが、各作品で設定が異なっている。
- 1986年に捨て猫を拾い飼い始めた頃から、作品の随所にネコ及びネコをモチーフにしたキャラクターが登場するようになった。飼い猫のミケコ、正式名ミケコ・タマ・ウルル・ネハ・ワニャニャニャウワン1世・山本（1985年 - 2000年11月15日）はコミックのあとがき欄の常連だった。2001年にアンソロジーコミック『猫mix』に参加した際には、他の執筆者が飼い猫の紹介をしている中、一人だけミケコの追悼文を書いていた。
- 1980年代から1990年代にかけてコマ外にアシスタントのクレジットや執筆日時、執筆に使った参考文献などを明記していた。ただし、近年はアシスタントを極力使わず、一人で執筆する体制を取っている。
- 自画像は数度変わっていて、最初期は宇宙服を着用したもの、その後頭身が下がって『超人日記』のA児風、さらに変わって鼻輪男。『シンバッド』連載時に鼻輪をやめて、顔面に｢貴｣の字がついたもの[8]になり、それから20年近くの間定着している。

## 漫画

### 連載
- 桃源荘綺譚 （1980年、平凡パンチ） - 山本一雄名義
- 舞魔人 II （1981年、週刊漫画アクション）
- 最終教師 （1981年 - 1983年、月刊ジャストコミック） - 1988年にOVA化
- スタンバイOK! （1982年、ヤングコミック） - 原作：東史朗
- 超人日記 （1983年 - 1986年、コミック劇画村塾）
- 恋はジャスミン （1983年 - 1985年、月刊ジャストコミック）
- エルフ・17 （1985年 - 1988年、月刊コミコミ） - 1987年にOVA化
- 大怪盗ムサシ （1980年代、リイドコミック）
- ムサシ=No.1　（1980年代、リイドコミック）
- 最終教師2 （1988年、月刊少年キャプテン）
- 西遊少女隊 （1989年 - 1990年、月刊コミックコンプ）
- シンバッド （1989年 - 1991年、月刊コミックNORA）
- 剣の国のアーニス （1989年、コミックノイズィ）
- SABER CATS （1990年 - 1995年、コミックGENKi）
- NESIA!! （1991年、ファミコン通信）
- ミアオ （1992年 - 1993年、コミックガイア）
- HINAKO!!! （1992年 - 1995年、月刊アスキーコミック）
- 猟姫ナジャ （1994年、グランドチャンピオン）
- 漫遊少女隊 （1995年、月刊アスキーコミック）
- METALMAX MOMO （1995年 - 1996年、月刊コミックビーム）
- 超 CHAO （1996年 - 1997年、週刊ヤングジャンプ増刊ウルトラジャンプ）
- 弾 AMMO アモウ （1998年 - 2007年、ペンギンクラブ→ヤングペンギン→ペンギンクラブ→ペンギンクラブ山賊版→コミック桃姫）
- 夢の掟 （1999年 - 2000年、ヤングアニマル） - 原作：真刈信二
- Mr.ボーイ （2001年 - 2003年、Weekly漫画アクション→メンズアクション→メンズキャラクター）
- 首輪物語 （2003年、コミック桃姫）
- 俊平1/50 （2004年、イブニング） - 監修：柳田理科雄
- 紅壁虎 ホンピーフー （2005年 - 2007年、ビジネスジャンプ→ビジネスジャンプ増刊ビージャン魂）
- 戦闘女神アヌンガ （2008年 - 2010年、Bbmfケータイ★まんが王国）
- マンガ家で行こう （2010年 、カイト）
- メタルマックス3 双銃身の魔女（2010年 - 2011年、ファミ通コミッククリア） - 原案：宮岡寛
- 喧嘩寿司〜元祖すし職人 華屋與兵衛〜（2012年? - 2016年、ホーム社ぷら@ほ〜む、原作：白川晶、コミックスはヤングジャンプコミックスより既刊2巻（以降未完）、電子書籍版はヤングジャンプコミックスDIGITALより全4巻）

### 描き下ろし長編
- 不夜城 （1998年） - 原作：馳星周

### 短編・読み切り
- 予備校らぷそでぃ （1978年、週刊漫画アクション） - 山本一雄名義
- 舞魔人 （1978年） - 山本一雄名義
- 情報部員・戦う （1978年、小池一夫劇画村塾） - 山本一雄名義
- 御祭コンバット （1979年、別冊BIG GORO） - 山本一雄名義
- 桃源荘奇談 （1979年、平凡パンチ） - 山本一雄名義
- 金太郎侍 （1980年、ポップコーン） - 山本一雄名義
- 元祖最終教師 （1980年、平凡パンチ臨時増刊THAT'Sコミック） - 山本一雄名義?
- オデュセウスの夜 （1981年、別冊BIG GORO） - 山本一雄名義
- 不治の病 （1981年、小池一夫劇画村塾）
- 高い城の男 （1981年、月刊ジャストコミック）
- HIBERNATER （1981年、BORO FINAL）
- 朝の時間割り （1981年、ヤングコミック）
- 勝手にセクサロイド （1983年、週刊プレイボーイ） - 原作：松原いづみ
- ファントム・キッズ （1984年、週刊少年マガジン） - 電子書籍化
- 星の流れに （1985年、歌謡漫画大全集） - 原作：高千穂遥
- LOVERS （1985年、ハロウィーン・ショー）
- 魔道士の遺産 （1985年、コミック読本）
- 宇宙パトロールハーナ （1986年、メルティ・レモン）
- エルフ・17 外伝 カーサの休日 （1986年、コミック読本）
- 竜精児（1986年、週刊少年サンデー）
- バトルナッツ（1986年、増刊少年サンデー）
- サンダーボーイ （1988年、月刊コミコミ）
- 銀河特捜官レイコ123C56X （1989年、月刊ウィングス別冊サウス）
- SDシンバッド番外編 壺中魔神 （1990年、コミックNORA）
- 廃墟の標的 MARI'S GAME （1993年、メタルマックス2 スーパーコレクション）
- MASKERS （1995年、週刊ヤングジャンプ増刊ウルトラジャンプ） - 原作：矢島正雄
- どうぶつがお医者さん 第2001話 三匹が診る!（2001年、猫mix）
- ANTS （2002年?、ペンギンクラブ山賊版）
- デブデビル （2003年、コミック・ザ・ベスト）
- エクスタティック メイ （2007年、ビジネスジャンプ増刊ビージャン魂） - 電子書籍化
- 夢見るカルメン （2010年、メタルマックス3初回限定版付録）
- 忘れえぬ人 （2011年、メタルマックス2：リローデッド初回限定版付録）

### 書籍
- 山本貴嗣の謹画信念-本気のマンガ術 （美術出版社、1998年） - 共著：唐沢よしこ

## サイドワーク

### ゲーム関連
- 冒険者たち 〜賢者の遺言〜 （1987年） - カバーデザイン
- メタルマックス （1991年） - モンスターデザイン
- メタルマックス2 （1993年） - キャラクターデザイン
- メタルマックスリターンズ （1995年） - キャラクターデザイン
- 秀吉（仮） （1996年発売中止） - キャラクターデザイン
- 怪物パラ☆ダイス （1997年） - キャラクターデザイン（一部）
- 幻獣旅団 （1998年） - キャラクターデザイン
- エンドセクター （1998年） - カードデザイン（一部）
- メタルサーガ 〜砂塵の鎖〜 （2005年） - スペシャルサンクス
- メタルマックス3 （2010年） - アートワーク
- メタルマックス2：リローデッド （2011年） - アートワーク
- メタルマックス4 月光のディーヴァ （2013年） - オリジナルキャラクターデザイン

### 挿絵
- 伊藤和典 『武蔵野妖精迎撃隊』 （1988年、月刊ドラゴンマガジン連載）
- 笠原弘子 『笠原弘子のスローガラスの輝き』 （1988年 - 1990年、ニュータイプ連載）
- 北沢蒼 『メタルマックス (1)火炎水晶』 （1993年、角川書店角川スニーカー文庫）
- 火浦功 『ウィークエンド・ひーろー 放課後の英雄』 （1993年、アスキー出版局ログアウト冒険文庫）
- E・R・バローズ、亀山龍樹訳 『火星のプリンセス』 （2003年、岩崎書店冒険ファンタジー名作選）
- 馳星周 『淡雪記』 （2008年 - 2010年、小説すばる連載）

### その他
- 森野うさぎ編 『魔法のルージュ りっぷ☆すてぃっく』 （1986年） - イラスト寄稿
- アイドル雀士スーチーパイ めちゃ限定盤～発売5周年（得）パッケージ～ （1998年） - 付属のイラスト集に参加
- 手塚治虫 『人間ども集まれ! 完全版』 （1999年、実業之日本社） - イラスト寄稿
- 唯登詩樹 『とらぶるジェミニ』 （2000年） - イラスト寄稿
- 超こち亀 （2006年） - 1Pトリビュート漫画に参加
- ルパン三世officialマガジンvol.12 （2007年） - イラスト寄稿
- 秋本治 『こちら葛飾区亀有公園前派出所』159巻 （2008年） - 巻末コメント
- 三山のぼるメモリアル単行本 『レクイエム』 （2008年、茜新社）

## 元アシスタント
- 山田貴敏
- 田巻久雄
- こいおみなと